# Gerhard Rühle

Gerhard Rühle

Gerhard (Gerd) Rühle (* 23. März 1905 in Winnenden; † 5. Juni 1949 in Innsbruck) war ein deutscher Jurist, Autor und Reichstagsabgeordneter. Rühle war Bundesführer des NS-Studentenbundes (NSDStB).

## Leben
Nach dem Besuch des Reformrealgymnasiums absolvierte Rühle ein Studium der Rechtswissenschaft an den Universitäten in München, Halle und Frankfurt am Main. Während seines Studiums wurde er 1924 Mitglied der Burschenschaft Rhenania München. Er durchlief ein zweijähriges Referendariat und trat in den preußischen Justizdienst ein, aus dem er im Sommer 1930 aus politischen Gründen ausschied.
Rühle trat zum 14. April 1925 in die NSDAP ein (Mitgliedsnummer 694) und wurde stellvertretender Ortsgruppenleiter der Partei in Halle. Darauf folgte sein Eintritt in die SS (SS-Nummer 290) und eine Tätigkeit bei der Gauleitung in Frankfurt am Main. Hier übernahm Rühle 1930 kommissarisch das Amt des NSDAP-Kreisleiters.
1931 trat er in den Bund Nationalsozialistischer Deutscher Juristen ein (Mitgliedsnr. 23).
Den Höhepunkt seiner NS-Karriere erreichte er bereits 1932, als er in der Nachfolge von Baldur von Schirach zum Bundesführer des NS-Studentenbundes ernannt wurde. Dieses Amt behielt Rühle bis 1933. Nebenbei saß er von 1932 bis 1933 als Abgeordneter im Preußischen Landtag.
Nach der Machtübergabe an die Nationalsozialisten 1933 erhielt Rühle einen Sitz im Reichstag. Er arbeitete als Regierungsrat im Oberpräsidium der Provinz Brandenburg und war als Amtsleiter in der Gauleitung Kurmark tätig. 1935 wurde er Landrat in Calau und 1939 Gesandter im Auswärtigen Amt. Hier leitete er die „Rundfunkpolitische Abteilung“ im Amt eines Ministerialdirigenten und gründete im Januar 1944 mit Gustav Adolf Steengracht von Moyland, Franz Alfred Six und Paul Carell eine Antijüdische Auslandsaktion, um der aufkommenden Unruhe in Europa wegen der Shoah entgegenzutreten. Rühle war Mitglied der Akademie für Deutsches Recht und erhielt 1942 den Rang eines SS-Standartenführers. Er erhielt das Goldene Parteiabzeichen der NSDAP, die Dienstauszeichnungen der NSDAP in Gold, Silber und Bronze; SS-Dienstauszeichnungen, den Ehrendegen des Reichsführers SS sowie den Totenkopfring der SS.
Rühle war Hauptautor der Schriftenreihe „Das Dritte Reich“ (1933–1939) bzw. „Das Großdeutsche Reich“ (1940), eine Dokumentation über Vorbereitung und Aufbau des nationalsozialistischen Deutschlands sowie der Bewegung in Österreich.

## Schriften
- Das Dritte Reich. Dokumentarische Darstellung des Aufbaues der Nation; Mit Unterstützung des Dt. Reichsarchivs, Berlin: Hummel
  - Teil 1: Das erste Jahr 1933, 1934 (3 Auflagen).
  - Teil 2: Das zweite Jahr 1934, 1935 (2 Auflagen).
  - Teil Die Kampfjahre 1918 – 1933, 1936.
  - Teil 3: Das dritte Jahr 1935. Mit zahlreichen Bildern und Dokumenten sowie einem Sachregister, 1936.
  - Teil 4: Das vierte Jahr 1936. Mit zahlreichen Bildern und Dokumenten sowie einem Sachregister, 1937.
  - Teil 5: Das fünfte Jahr 1937. Mit zahlreichen Bildern und Dokumenten sowie einem Sachregister, 1938.
  - Teil 6: Das sechste Jahr 1938. Mit zahlreichen Bildern und Dokumenten sowie einem Sachregister, 1939.
- Das Großdeutsche Reich. Dokumentarische Darstellung des Aufbaus der Nation, Berlin: Hummel
  - Teil 1: Die österreichischen Kampfjahre 1918–1938, 1940 und Sonderband 1941.
- Rasse und Sozialismus im Recht (= Deutsche Rechtsbücherei, Band 4), Berlin: Deutsche Rechts- und Wirtschafts-Wiss. Verlagsgesellschaft 1936 (mit Erich Ristow).